# Unió Republicana (1934)
La Unió Republicana o Partido de Unión Republicana fou un partit polític espanyol sorgit després de la fusió, al setembre de 1934, de diversos grups radicals: el Partit Radical Demòcrata de Diego Martínez Barrio, escindit el 16 de maig d'aquest mateix any del Partit Radical de Lerroux en protesta pel seu acostament a la CEDA; l'Esquerra Radical-Socialista de Joan Botella Asensi, escindida del PRS; i l'ala dreta del Partit Radical Socialista, liderat per Félix Gordón Ordás. La seva ideologia era centrista i republicana.
Al novembre del 1934 s'organitzà a Tarragona sota la presidència de Ginés Navarro i el 1935 es crearen la secció de Barcelona (presidida per Joan Civit Bellfort) i la de Girona.
El 1935 es va integrar en el Front Popular juntament amb el Partit Socialista Obrer Espanyol, Partit Comunista d'Espanya, republicans d'esquerra (agrupats en la Izquierda Republicana) i altres grups progressistes. Després del triomf frontpopulista a les eleccions generals espanyoles de 1936, el líder de la Unió Republicana, Diego Martínez Barrio, va ocupar interinament la Presidència de la República després de la destitució de Niceto Alcalá-Zamora, fins al nomenament de Manuel Azaña.
Després de la guerra, Unió Republicana es va convertir, juntament amb Izquierda Republicana, en una de les principals organitzacions de la República espanyola en l'exili.